# Armadilha de Tucídides

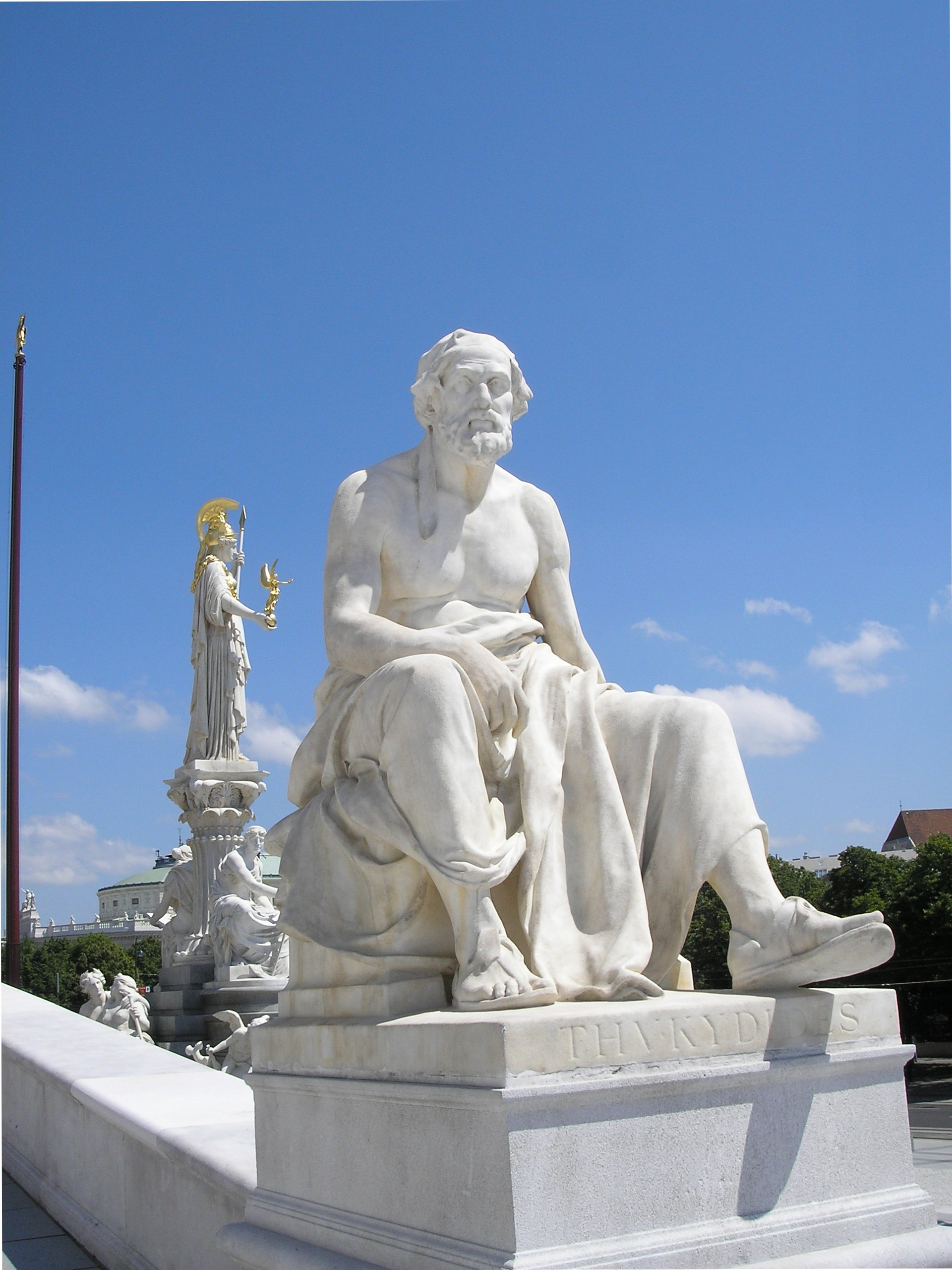
Imagem do antigo histiógrafo Tuquídides em frente ao edifício do parlamento austríaco (Reichsratsgebäude), construído pelo Barão Theophil von Hansen em estilo neoclássico.

Armadilha de Tucídides é um conceito das relações internacionais, popularizado pelo cientista político norte americano Graham T. Allison, que descreve a aparente tendência inexorável à guerra quando uma potência emergente ameaça substituir uma grande potência, já consolidada como hegemônica, no sistema internacional. O conceito foi cunhado e é usado principalmente para descrever um potencial conflito entre os Estados Unidos e a República Popular da China.
O termo é baseado em uma citação do antigo historiador e militar ateniense Tucídides (c. 460 - 400 a.C.), que postulou que a Guerra do Peloponeso, entre Atenas e Esparta, havia sido causada pela preocupação espartana com o crescimento do poder ateniense, tornando a guerra inevitável. Thomas Hobbes traduziu Tucídides e elaborou seus exemplos de três motivos para a guerra no Leviatã; daí surgiu também o conceito mais geral de armadilha de conflito conhecido como armadilha hobbesiana ou dilema de Schelling, que descreve a escalada de agressão envolvendo cálculo de vantagem de defesa armamentista e ataque preventivo. O conceito foi popularizado também na teoria dos jogos e pelo psicólogo Steven Pinker.